# دهستان ابرده
دهستان ابرده، دهستانی از توابع بخش شاندیز شهرستان طرقبه شاندیز در استان خراسان رضوی ایران است. تأسیس این دهستان در جلسه هیئت وزیران در تاریخ ۲۹ مهر ۱۳۸۶ به تصویب رسید.

## جمعیت
براساس سرشماری سال ۱۳۹۰ جمعیت دهستان ابرده ۷٬۸۶۶ نفر (۲٬۳۱۸ خانوار) بوده‌است.